# Paradis (lokal w Warszawie)
Cafe Paradis – kawiarnia w międzywojennej Warszawie przy ul. Nowy Świat 3. Występowała tam Wiera Gran, grali m.in. pianista Stanisław Fereszko, Artur Gold i Jerzy Petersburski oraz orkiestra Mieczysława Janicza.  Po wojnie działała tam kawiarnia „Melodia” i kabaret „Pod Egidą”.

## Czasy przedwojenne
Dancing Paradis powstał w latach 30. XX w. Mieścił się w podziemiach oraz na parterze znajdującej się przy ul. Nowy Świat 3 kamienicy Banku Handlowego i Abrama Wachsmachera, zaprojektowanej przez spółkę architektów Jerzego Gelbarda i Romana Sigalina; budynek ów stanął na miejscu domu Usarzewskiego z XVIII w.
Z początku był to mniej znany warszawski lokal, którego właścicielem był Ignacy Waksmacher.
Tutaj pierwszy raz zabrzmiało Tango Notturno, Leon Wyrwicz wykonywał monologi satyryczne.
Po pewnym czasie stał się jednym z bardziej eleganckich lokali w międzywojennej Warszawie. Od 1935 roku Julian Front prowadził w Paradisie orkiestrę taneczną. Polskie Radio wielokrotnie transmitowało jej występy bezpośrednio z sali tanecznej. W Paradisie, gdzie grała orkiestra Mieczysława Janicza, ruch zaczynał się dopiero około północy. Kilkunastu kelnerów dwoiło się i troiło, aby nadążyć za obsługiwaniem gości.

Główna atrakcja Paradisu, Wiera Gran, naśpiewała kilka piosenek sentymentalnych, przeważnie układu zdolnego, młodego kompozytora, Stanisława Fereszki. Głos Wiery Gran nabrał dużo uczucia, jakby się jeszcze pogłębił i tylko niektóre tony brzmią nienaturalnie i niepewnie.  Piosenki, jak: Gdy odejdziesz, Bez śladu, Za rok, za dwa, znalazły w Wierze Gran doskonałą interpretację. Słowa Stępnia, Lipskiego i innych, chwilami zupełnie niebanalne.

Według Tuszyńskiej: „Wiera Gran wybierała swoje ulubione szlagiery i śpiewała je wedle sugestii widzów...Coraz więcej ciekawych przychodziło oglądać małą Gran. Grodzieńska nazywała ja objawieniem.”
Paradis, Nowy Świat 3. Obok Grety Gordon, „znakomitej artystki cudzoziemskiej”, Del Rio, „hiszpańskiej tancerki rewiowej, wystąpi Wiera Gran, polska pieśniarka. „Ulubieńcy warszawy”: Mesalka, Gold i Petersburski. Została wprowadzona ulga konsumpcyjna. Zamiast 2,50 tylko 1,30 wyłącznie dla gości przybywających między 10 a 11 wieczorem z prawem pozostania na całą noc.
W 1939 roku właścicielami lokalu byli J. Skarżyński, S. Engelhardt i M. Wasilewski.

## Kawiarnia Melodia
Sam budynek przetrwał II wojnę światową, natomiast lokal zmienił nazwę na Melodia. Melodia gościła też polityczny kabaret „Pod Egidą”, z przedstawień którego wychodziło się wprost na stojący naprzeciw gmach Komitetu Centralnego PZPR w Warszawie.

Kabaret pod Egidą zawdzięczał Gustawowi (Holoubkowi) dużo więcej ... Przy jakiejś okazji poskarżyłem się prezesowi, że nas przegoniono z piwnicy przy Chmielnej, ale mam ugadanego kierownika lokalu Melodia, tyle, że on musi mieć zgodę swojej gastronomicznej władzy, by nam pozwolić na występy. Prezes Holoubek już za parę dni sprawę załatwił. Tkwiła w tym pewna intryga. Otóż w lokalach gastronomicznych owego czasu funkcjonował tzw. dodatek rozrywkowy do kotleta. Na ogół był to występ striptizerki, połykacza ognia, iluzjonisty... I pod tym właśnie pretekstem, po interwencji związku aktorów, dostaliśmy zgodę od WSS Społem na występy w Melodii. Debiutowali wtedy Krystyna Janda, tuż po szkole teatralnej, i młodziutki Jacek Kaczmarski. W fenomenalnej formie był Fronczewski. Tu po raz pierwszy wykonałem Żeby Polska była Polską, budząc niezwykłą emocję publiczności i wściekłość sekretarza KC Łukaszewicza, który bardzo gwałtownie skrócił nam sezon.

Szczególne położenie lokalu względem gmachu KC wykorzystał również Tadeusz Konwicki w powieści Mała apokalipsa (1979), której akcja toczy się częściowo w podziemiach „Paradyzu”, gdzie w powieściowym świecie przedstawionym znajdowało się tajne przejście do Domu Partii.